# Apollo-Werke
Apollo (Аполло) — з 1904 року німецький виробник автомобілів. Штаб-квартира розташована в місті Апольда. У 1910 році компанію купує промисловець Карл Шлевогт. У 1928 році компанія припинила виробництво автомобілів.

## Родина Руппе
Альберт Руппе походив родом із міста Кезніц і був столяром за професією. Приблизно 1850 року він відкрив цегельний завод у Дорнбургу з невеликою майстернею. Тут він працював над своїми сільськогосподарськими ідеями. Незабаром була створена невелика компанія для виробництва сільськогосподарських машин. Бізнес із машинами з очищення зернових та кормовими комбайнами йшов добре, і було вирішено збільшити потужності.
Місто Апольда, яке тільки-но почало розвиватися в промисловості, стало вибором Альберта. Отже, він переїхав зі своєю родиною й побудував у Апольді в 1866 році машинобудівний завод і чавуноливарний цех біля залізничної станції. Тут він найняв 17 робітників і продовжив випускати сільськогосподарські машини.
У 1878 році Альберт Руппе увів в експлуатацію парову лісопильню, а також винайшов поршневий двигун, який він описував такими словами: «Я рекомендую мій новий чавунний поршневий двигун, який характеризується плавністю роботи, зручністю у використанні й високою надійністю.»

## Компанія A. Ruppe & Sohn
У 1882 році в сімейний бізнес вступив син Альберта Оскар Бертольд, а компанія стала називатися A. Ruppe & Sohn. У тому ж році 53-річний Альберт передав управління компанією своєму синові. Спектр продукції розширився поршневими двигунами (газові й гасові двигуни) для приводу сільськогосподарських машин. Раніше 15-річний Бертольд розробив парову машину, яка не отримала схвалення. Він був завзятим гонщиком, і заснував у 1899 році з іншими ентузіастами «Центральний німецький автомобільний клуб» в Айзенаху.
Хуго, онук засновника компанії, який народився в 1879 році, також продовжив сімейну справу. Він закінчив інженерно-технічний факультет і займався машинобудуванням.
Хуго був генієм у технічній сфері, але в бізнесі йому не вистачало майстерності. У 23 роки він вступив у сімейний бізнес, і розробив мотоцикл, який він назвав Apoldania. Цей мотоцикл мав двигун, потужністю 2–2,25 к.с., який передавав крутний момент на заднє колесо за допомогою пасового приводу без коробки передач. Він міг розігнатися до 60 км/год. Мотоцикл добре продавався, а також виграв кілька призів у змаганнях.

## Початок виробництва автомобілів
Алев амбіціях сім'ї Руппе була розробка автомобіля, і тому в 1904 році почався новий період у компанії A. Ruppe & Sohn. Невеликий автомобіль, розроблений Хуго Руппе, пішов у виробництво. Це мав бути свого роду «народний автомобіль», але не обов'язково для кожного, а принаймні для лікарів та бізнесменів. Каретоподібна конструкція була захищена від погодних умов м'яким складаним дахом. Кузов вміщував водія та пасажира, а ще можна було посадити дитину й собаку.
Використання вузлів від мотоциклів дало негативний результат. Але залишати проект компанія не збиралася, конструкцію автомобіля продовжували розвивати, і проводили регулярні дослідження.

## Автомобілі Piccolo
Перші маленькі автомобілі оснащувалися двоциліндровим чотиритактним двигуном з повітряним охолодженням. Назва Piccolo («маленький») добре підходила для нього, це був невеликий і порівняно дешевий автомобіль. Базова комплектація коштувала 2000 марок, а повністю оснащену версію можна було купити за приблизно 2500 марок.

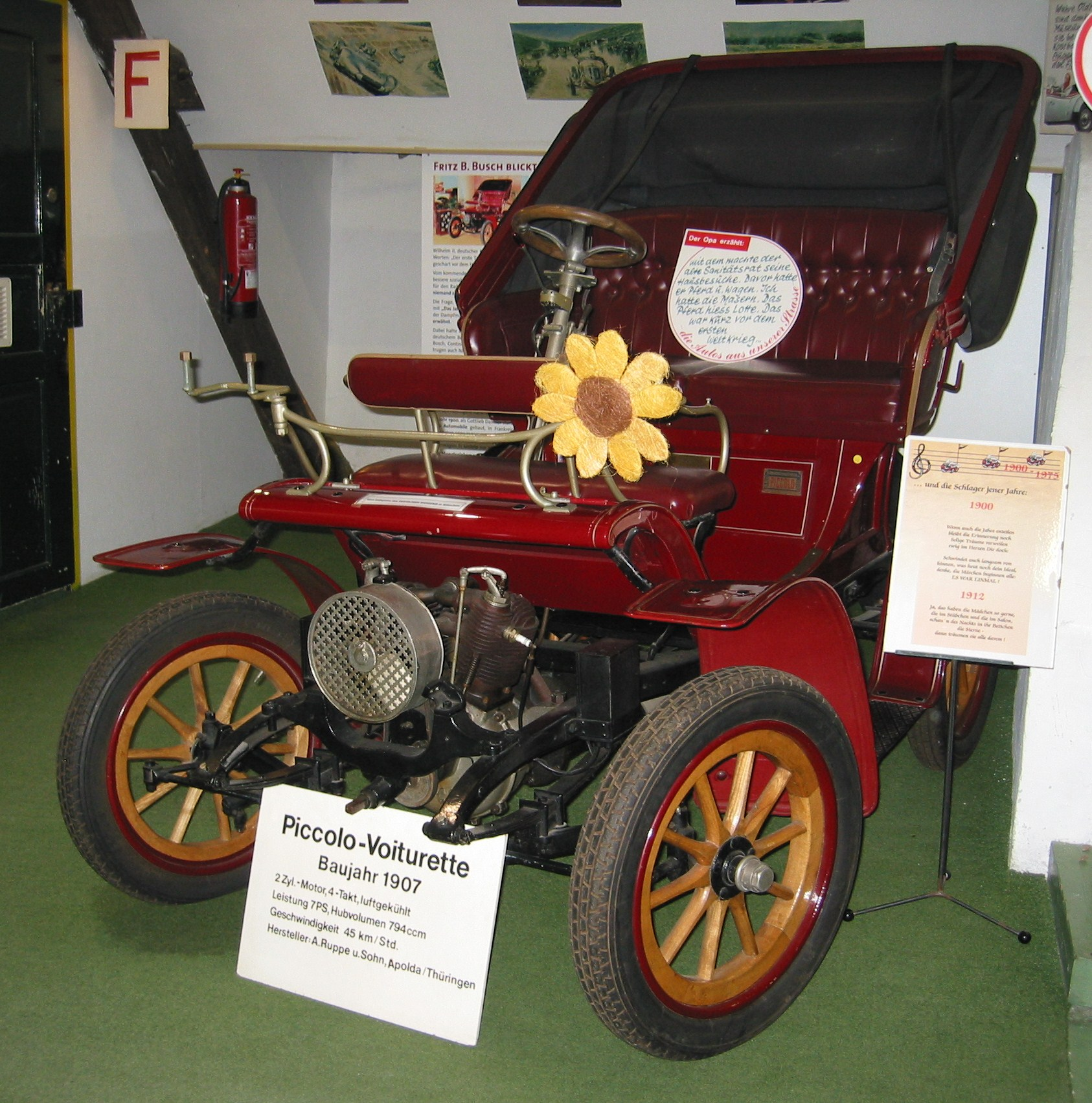
Piccolo 5PS 1907 року

У 1906 році компанія вже залучила 600 співробітників і змогла представити 1000-й Piccolo на автосалоні в Берліні. У 1907 році було випущено 1500 двигунів, і ще стільки ж машин вийшли із заводу. Автомобіль продавався в усіх європейських країнах, а також знайшов притулок на Яві, у Шрі-Ланці, Індії, Східній Азії, Австралії та Південній Америці.

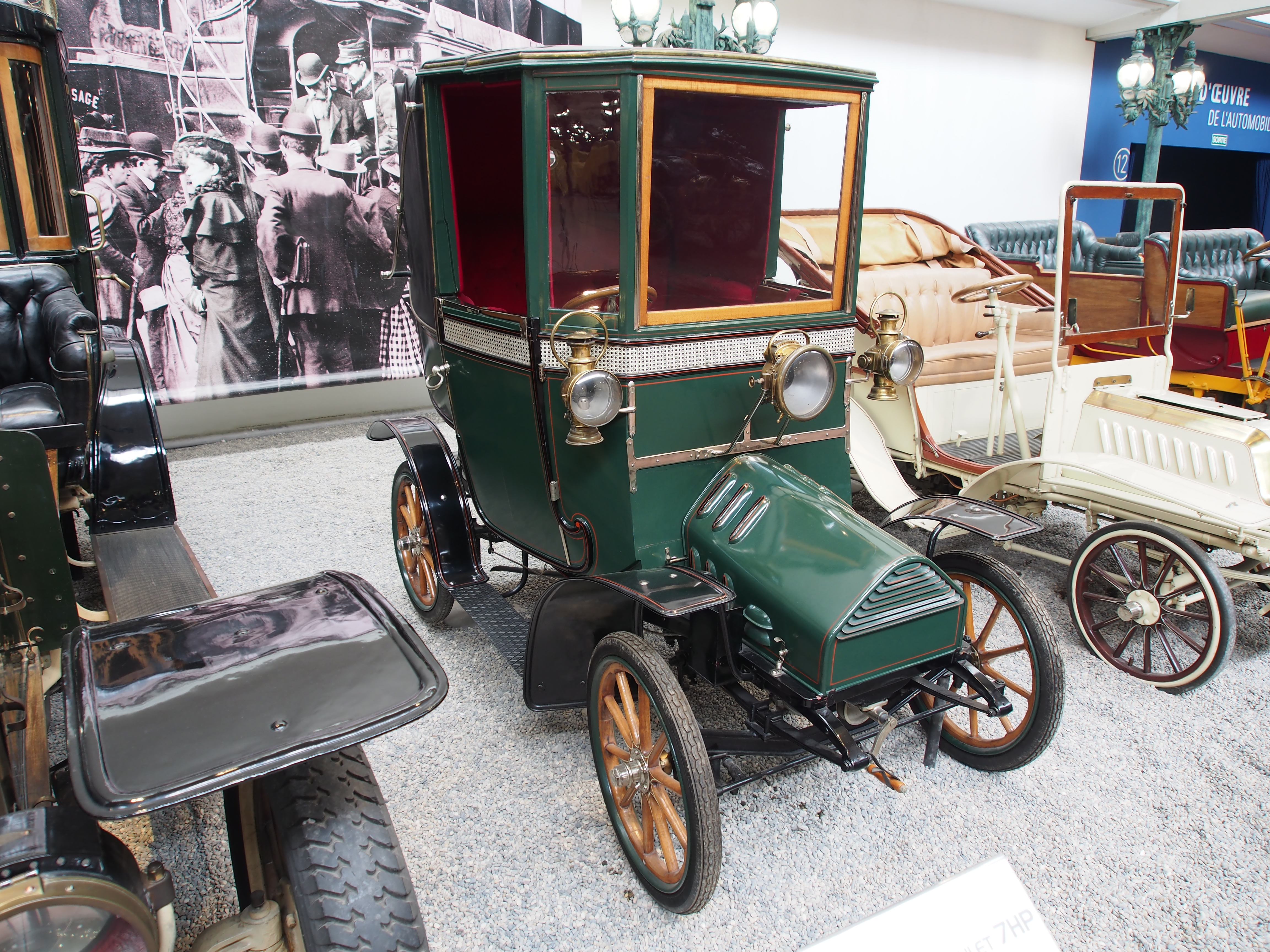
Piccolo 7PS Coupe Landaulet 1907 року

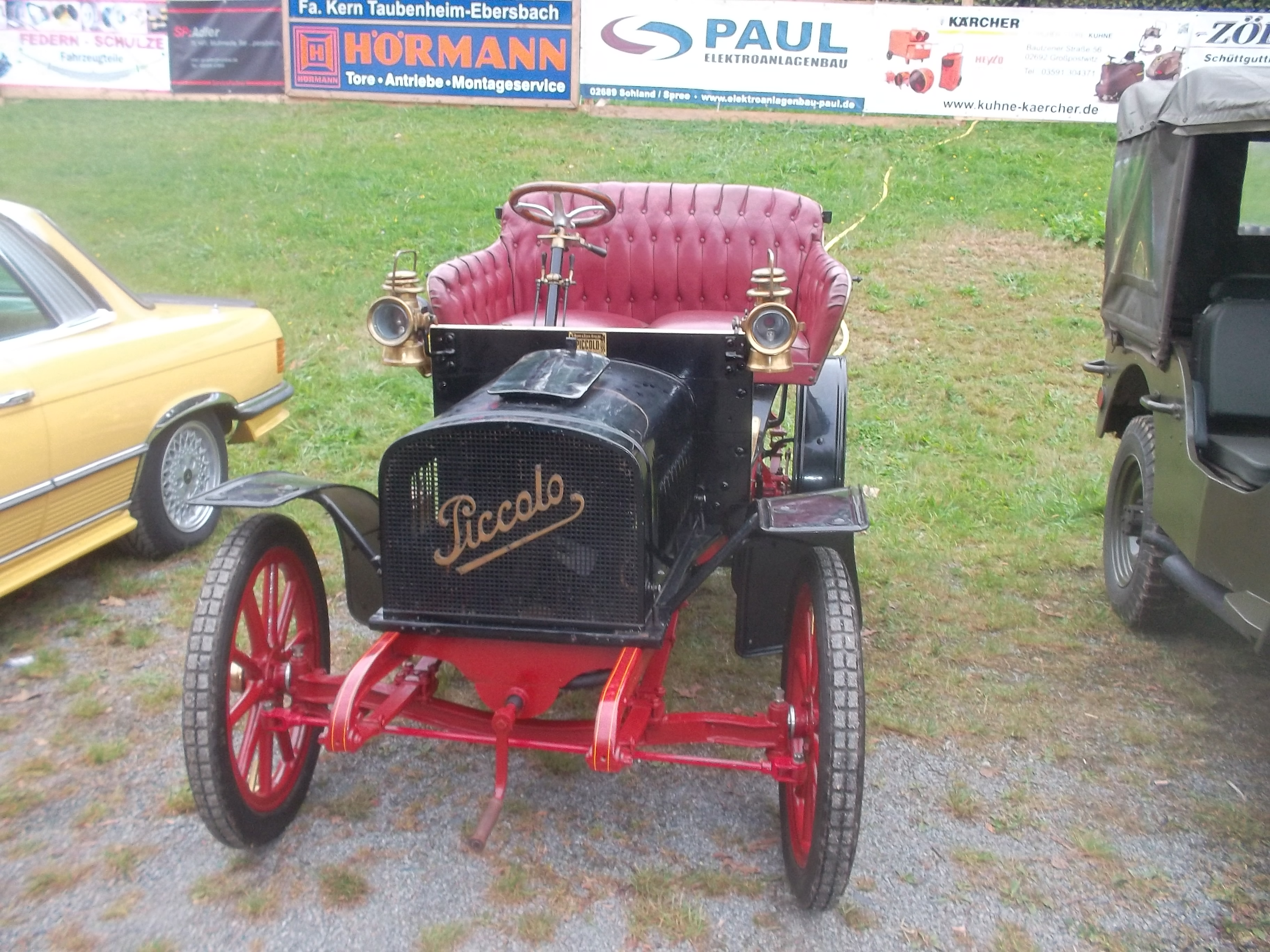
Piccolo 5PS Mobbel

Хуго Руппе покинув компанію наприкінці 1907 року щоб розпочати свою власну справу. Він помер у 1949 році бідним, як церковна миша, і повністю забутим. Автомобільна промисловість багато чим завдячує цьому чоловікові.

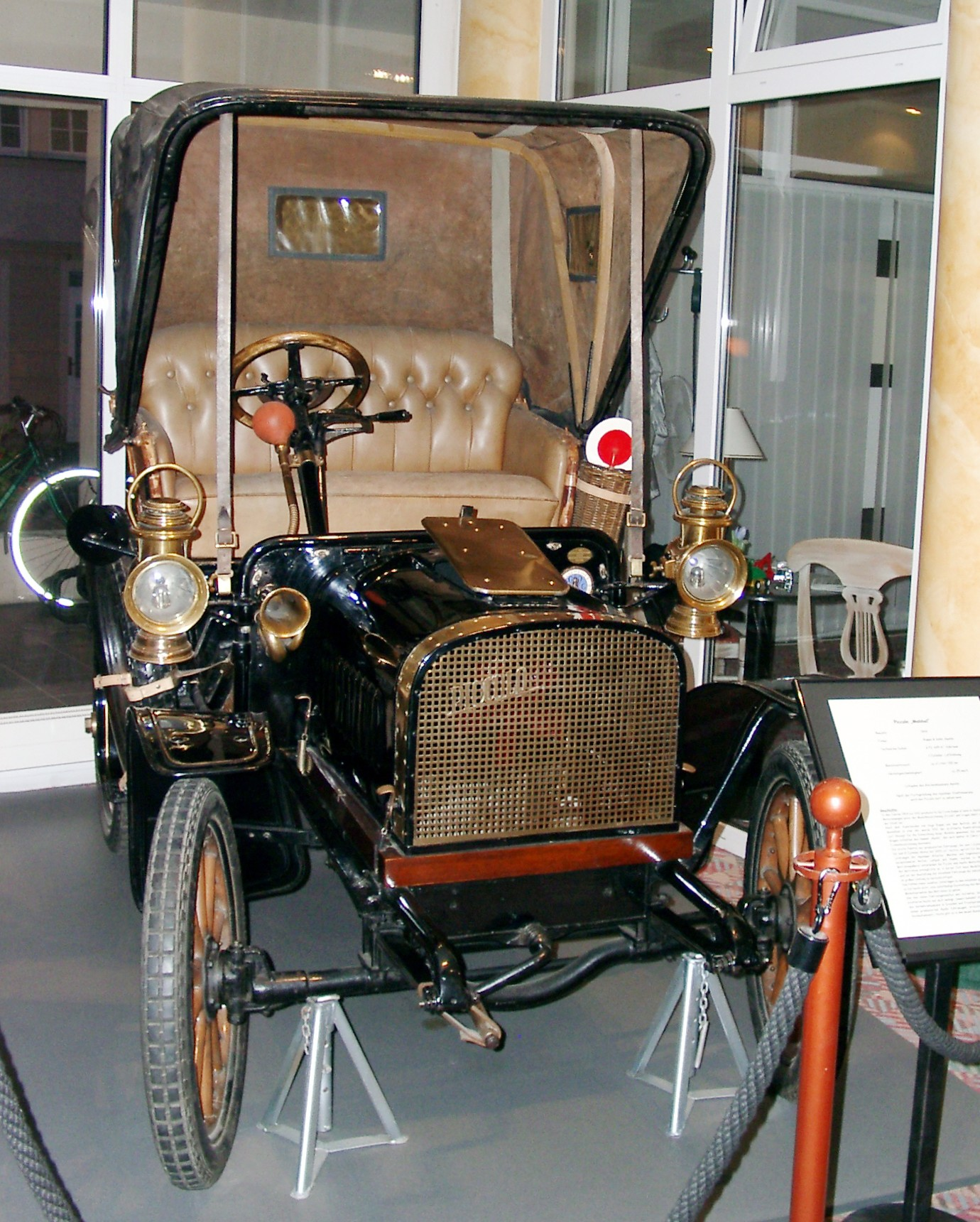
Piccolo 5PS Mobbel

На заводі в цей час продовжувалося виробництво. Оскільки ціна на Piccolo складала приблизно 2000—2500 марок, то лише деякі люди могли дозволити собі його придбати. Для простих працівників і службовців автомобіль залишався недоступним. Чоловік у середньому заробляв приблизно від 10 до 32 марок за тиждень.

## Компанія Apollo
Тим часом справи компанії з Апольди вже не були такими добрими. Розробку та виробнича підготовка нових моделей викликали високі витрати. Звільнення Хуго Руппе викликало додаткові фінансові труднощі. Компанія терміново потребувала нового капіталу. Тоді два банки погодилися допомогти, і з 1908 року А. Ruppe & Sohn стала акціонерним товариством Apollo.
Для того, щоби продати більше автомобілів, компанія працювала над більш рентабельною моделлю Mobbel. Проте цифри продажів катастрофічно падали. Mobbel був легким автомобілем, оснащувався одноциліндровим двигуном і коштував приблизно 1500 марок у базовому обладнанні.
Під час автомобільних перегонів у країні та за кордоном Apollo показували себе дуже часто як переможці. Бертольд Оскар Руппе у віці 54 років пішов у відставку, вийшовши на пенсію, і передавав управління своєю компанією своїм синам Артуру та Паулу. Він переїхав до Веймара та працював у спостережній раді компанії. Час ішов уперед, покупці шукали більш потужні моделі, конкуренція була великою, а компанія не могла йти в ногу з часом.
У 1910 році в компанію на посаду інженера-конструктора та технічного директора прийшов технічно обдарований інженер зі спортивними захопленнями та гонщик Карл Шлевогт. Шлевогт був справжнім благом для компанії, яка перейменувала себе в 1911 році в Apollo — Werke AG, Apolda. Він був не тільки відмінним інженером, але також гонщиком і спортсменом. Карл неодноразово виступав на автомобілях, які сам створив. Йому вдалося підвищити продуктивність моделей. Того самого року компанія встановила рекорд швидкості на шосе на 1,5-літровому автомобілі — 108 км/год.

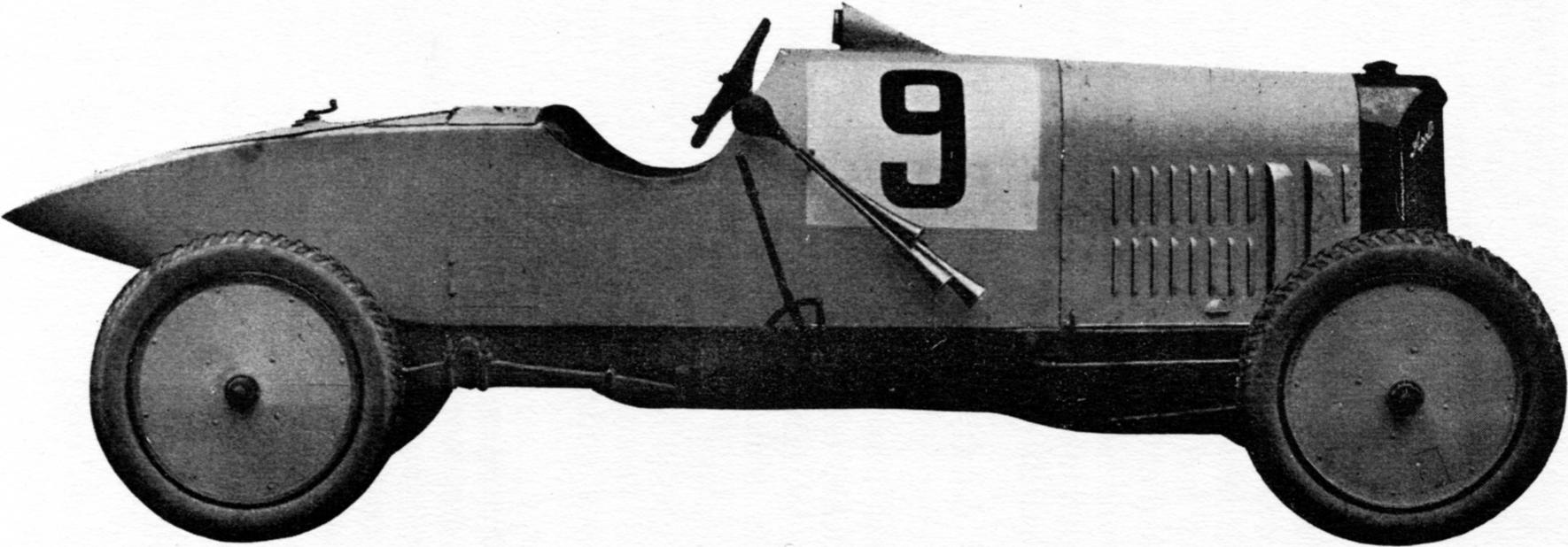
Apollo Typ K 10/30PS у гоночному варіанті

Карл Шлевогт залишався вірним компанії й місту Апольда протягом 10 років. Перша його квартира була на вулиці Рейчштрассе, 7 (тепер доктора Кюльза), пізніше переїхав з дружиною на вулицю Бахнофштрассе, 53. У 1913 році він був призначений технічним директором у виконавчому комітеті. У 1921 році для нього була збудована вілла в Бемештрассе, 20 (сьогоднішня Московерштрассе), куди він переїхав у 1923 році.
Проте економічний успіх компанії залишався невагомим. Компанія відійшла від успішного, але дорогого автомобільного спорту й повністю відмовилася від збиткового виробництва сільськогосподарської техніки.
Майже всі деталі автомобілів виготовлялися компанією самостійно, тому вони не покладалися на постачання з інших компаній. Це дозволило за короткий час розробити нові моделі, а також відповідати вимогам замовника.
Завод Apollo перетворився на найбільшу металообробну компанію в Апольді.
Шлевогт розробив успішний невеликий спортивний автомобіль, який також вигравав міжнародні перегони. Цей відкритий чотиримісний автомобіль з 1,77-літровим чотирициліндровим двигуном, потужністю 16 к.с., і триступінчастою коробкою передач викликав сенсацію на автомобільній виставці. Максимальна швидкість — 70 км/год, ціна — 4800 марок. У 1912–1925 роках було побудовано більше, ніж 1000 екземплярів, він став найпопулярнішим автомобілем Apollo. Але, не дивлячись на постійні покращення, великий фінансовий успіх не реалізувався.
Під час Першої світової війни компанія припинила продажі приватних машин, а про перегони взагалі вже не доводилося думати. Під час війни виготовлялися фургони, легкі вантажні автомобілі, спеціальні транспортні засоби, запчастини для танків та моторних човнів. Завдяки цьому компанія змогла вижити.
У 1915 році Шлевогт розробив трансмісію, яка була встановлена між задніми колесами транспортних засобів і була призначена для того, щоб машини були готовими до використання навіть на в'язкому ґрунті.
Траплялися часті випадки, коли розробки Apollo набували досить значного успіху. Навіть під час війни компанія змогла отримати 8 % дивідендів. У період з 1910 по 1913 роки Шлевогт продавав компанію шість разів. У 1918 році Apollo-Werke AG була придбана консорціумом з Рейнської області (вороже поглинання), спостережна рада була замінена їхніми людьми. Згодом 20 % і більше дивідендів забирали з компанії. Більше не вистачало грошей на рекламу, нові розробки та нові придбання. Компанією керував директор Elite-Werke. Лише в 1922 році з'явилася нова модель Apollo.
Після війни компанія не мала грошей на проведення досліджень, тому продовжили використовували старі технології виробництва. Шасі отримали «хитні півосі» спереду, тобто незалежну підвіску з листовими ресорами та амортизаторами, і завдяки цьому випереджала всіх конкурентів на десятиліття.
Apollo тепер знову повернулися до перегонів, але для реклами коштів не вистачало. Для реклами треба було приберегти гроші, чого не змогли зробити на Apollo-Werke. Компанія вийшла на післявоєнний ринок, у якому грошей не вистачало у всієї країни.
1921 року компанія купила фірму Markranstädter MAF (заснована Хуго Руппе). Уже в 1923 році цю компанію довелося закрити.
1922 року Шлевогт підписав угоду з Полом Джараєм про розробку й серійне виробництво з 1923 року обтічного кузова для автомобіля Apollo 4/20PS, який можна було придбати у 1924–1928 роках у базовій комплектації з кузовом Jaray за 8500 марок. Цей автомобіль не набув особливого успіху в продажах, що пояснюється не лише «дизайном», який був незвичним. Дороги післявоєнної Німеччини не дозволяли їхати швидко, а цей автомобіль розганявся до 130 км/год. Показати, наскільки швидко їде цей блакитний перегоновий автомобіль Apollo, можна було лише під час змагань.
Карл Шлевогт у 1921 році розробив великий автомобіль 12/45PS з восьмициліндровим V-подібним двигуном на шасі з гальмами на всіх колесах, але розробка залишилася прототипом. Він міг стати першим німецьким серійним 8-циліндровим двигуном. Також згодом був розроблений і мотоцикл, але спостережна рада відхилила запуск його у виробництво.
1924 року Шлевогт відзначився на берлінській гоночній трасі АФУС, коли він уперше взяв участь у перегонах на одному з обтічних автомобілів, побудованих у співпраці з Jaray.
У той же час Apollo також розробили на основі старого автомобіля, маленького Apollo 4/14PS, великий Typ R 10/40PS, але через відсутність реклами продажі залишались на колишньому рівні.

## Припинення виробництва автомобілів. Закриття компанії
Крім того, в 1921 році Apollo перебував на межі банкрутства з поглинанням MAF (Markstädter Automobilfabrik). Компанія MAF після поглинання не змогла виправити ситуацію.
Дослідження та розробки Карла Шлевогта, а також його захоплення перегонами коштували багато грошей і призвели до розбіжностей з керівництвом.
Відсутність реклами створила для Шлевогта обмеження продажу автомобілів. Згодом він пішов у відставку й у листопаді 1924 року перейшов у компанію Selve з міста Гамельн.
Виробництво в компанії Apollo було припинено в 1926 році. У 1928 році був побудований останній Apollo із залишків деталей. Тут проводилися лише ремонти, а провадження у справі про банкрутство було відкрито в 1932 році.
Технічні розробки повинні йти рука об руку з розумінням бізнесу. Реклама та мудре керівництво є його частиною. Компанія Apollo не змогли це вітлити, попри наявність талановитих інженерів.

## Подальша доля заводу
Сьогодні ми можемо тільки захоплюватися Apollo у музеях чи на щорічних зустрічах. У 1994 році відбулася перша виставка класичних автомобілів у Апольді. З цього часу зустрічі проводяться на перших вихідних червня кожного року. Багато класичних автомобілів відвідали Апольду з того часу і стали невіддільними учасниками свята.
Заводські приміщення на вулиці Сулза після закриття стали притулком для широкого кола компаній. Серед найвідоміших - виробник металевих конструкцій VEB Metallbau та виробник меблів Labormöbelwerk Apolda. Тут багато років виготовлялися лабораторні та навчальні меблі, що використовувалися по всій країні.
З 1992 року у приміщеннях працювала компанія Nori Möbel GmbH, яка виготовляла різні види меблів. У 2011 році компанія була ліквідована.
Сьогодні приміщення колишньої компанії Apollo знаходяться у власності міста Апольда, керівництво якого планує здійснити знесення будівель.

## Список автомобілів Piccolo
- 1904 - Piccolo 5PS
- 1907 - Piccolo 12PS
  - Piccolo 7PS
  - Piccolo 6/12PS
- 1910 - Piccolo 5PS Mobbel
  - Piccolo Typ A
  - Piccolo Typ E
- 1911 - Piccolo Typ B

## Список автомобілів Apollo
- 1912 - Apollo Typ N
  - Apollo Typ F
  - Apollo Typ K
  - Apollo Typ L
- 1921 - Apollo 4/14PS
  - Apollo 10/40PS
- 1925 - Apollo 5/25PS
- 1926 - Apollo 6/24PS